# Villa Freischütz
Die Villa Freischütz in Obermais, einem Stadtteil von Meran in Südtirol, ist eine großbürgerliche Villa, die unter Denkmalschutz steht und seit 2019 das Museum Villa Freischütz, auch Hausmuseum Villa Freischütz genannt, beherbergt.

## Gebäude

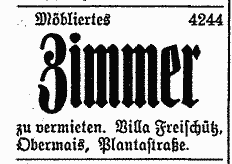
Anzeige in der Meraner Zeitung für Zimmervermietung in der Villa Freischütz von 1911

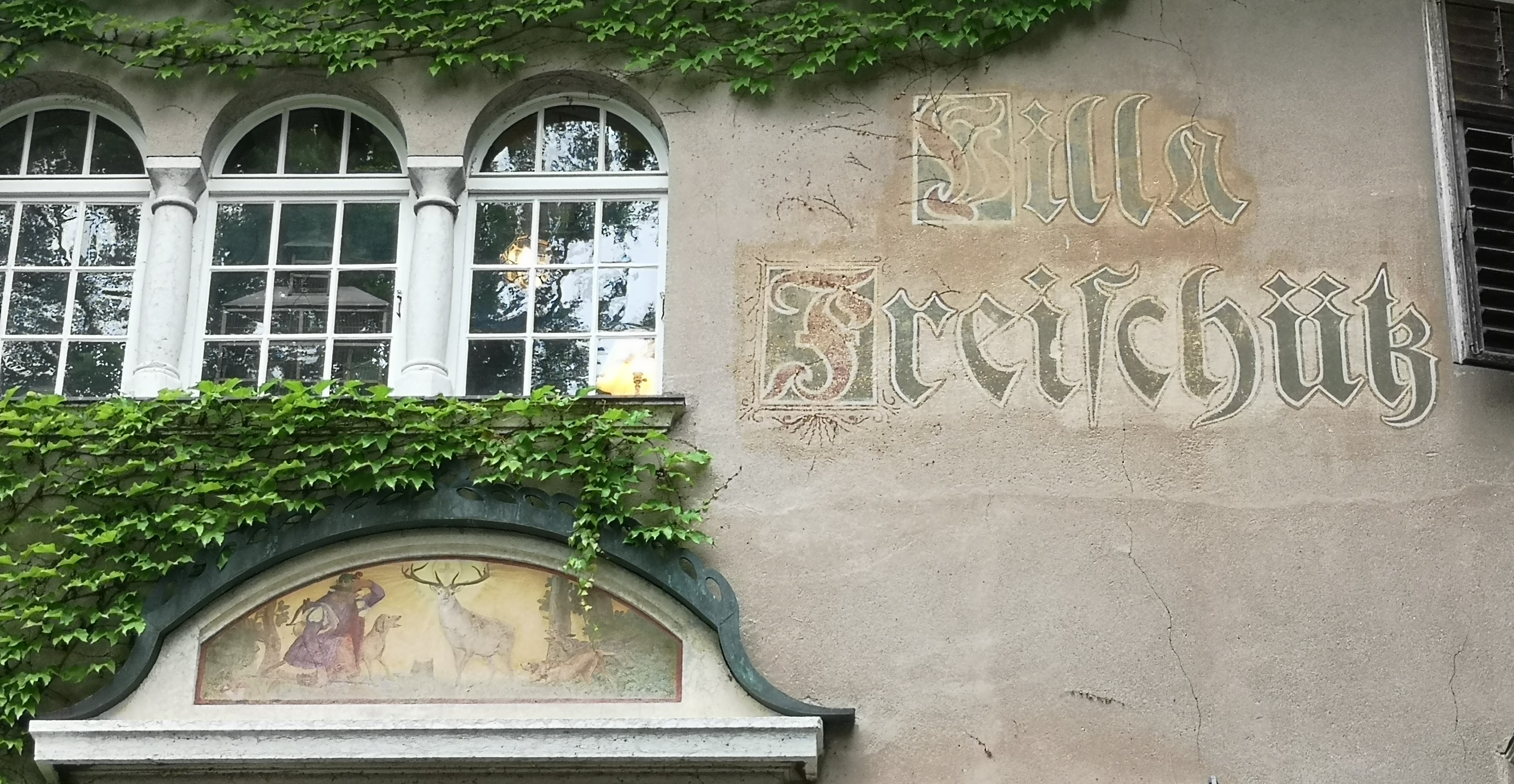
Fassade der Villa Freischütz mit Schriftzug und dem Motiv aus Carl Maria von Webers gleichnamiger Oper

Die Villa Freischütz ist ein dreigeschossiger Bau mit Mansardwalmdach, einer Außentreppe zum Eingang in das erste Obergeschoss, zwei erkerartigen Vorbauten an der Südseite und Eckquaderung. Sie wurde 1909–1910 nach Plänen des Architekten Christian Städler von dem Meraner Baugeschäft Josef Mattmann als privates Wohnhaus erbaut. Bauherr war der Meraner Fleischermeister Ignaz Gritsch. 1921 verkaufte dieser das Haus an den aus dem Königreich Hannover stammenden und in Meran ansässigen Weinhändler Franz Fromm.

## Familie Fromm-Hilliger-Ugarte-Navarini
Franz Fromm (1854–1941) wurde in Klein Lengden bei Göttingen geboren. In Barcelona, wo er seine vermögende Frau Luisa Hilliger (1865–1904) kennenlernte, betätigte er sich als Weinhändler. Nach dem Tod seiner Frau kam er ab 1905 mit seinen Kindern aus gesundheitlichen Gründen jeden Winter nach Meran und mietete sich in standesgemäßen Häusern ein. Er war Mitglied des Kirchenchors der nahe gelegenen St.-Georgen-Kirche sowie ab 1910 des Herrenreiter-Klubs Meran-Mais.
1918 starb der Sohn Jorge (* 1887) im Schloss Rametz. Zum Hausstand gehörten danach die inzwischen erwachsenen Kinder Luisabel (1888–1978), Zoila (1892–1982) und Francesco (Paco) (1895–1959) sowie die Nenntante Isabel Ugarte, die eine Halbschwester von Luisa Hilliger war. Nach dem Erwerb des Gebäudes im Jahr 1921 wurde die Villa Freischütz 1922 zum ständigen Wohnsitz der Familie. 1924 kaufte Franz Fromm zusätzlich den Leckplatthof in Hafling.
Luisa(bel), die älteste Tochter von Franz Fromm, heiratete 1925 den späteren italienischen General Enea Navarini (1885–1977). Die Villa blieb bis zum Tod von deren Tochter, Rosamaria Navarini (1926–2013), in Familienbesitz. Diese gründete testamentarisch die Stiftung Navarini-Ugarte, um das Haus mit der Sammlung der Familie als Museum der Öffentlichkeit zugänglich zu machen. Der Stiftung steht Herta Waldner als Präsidentin vor.

## Museum

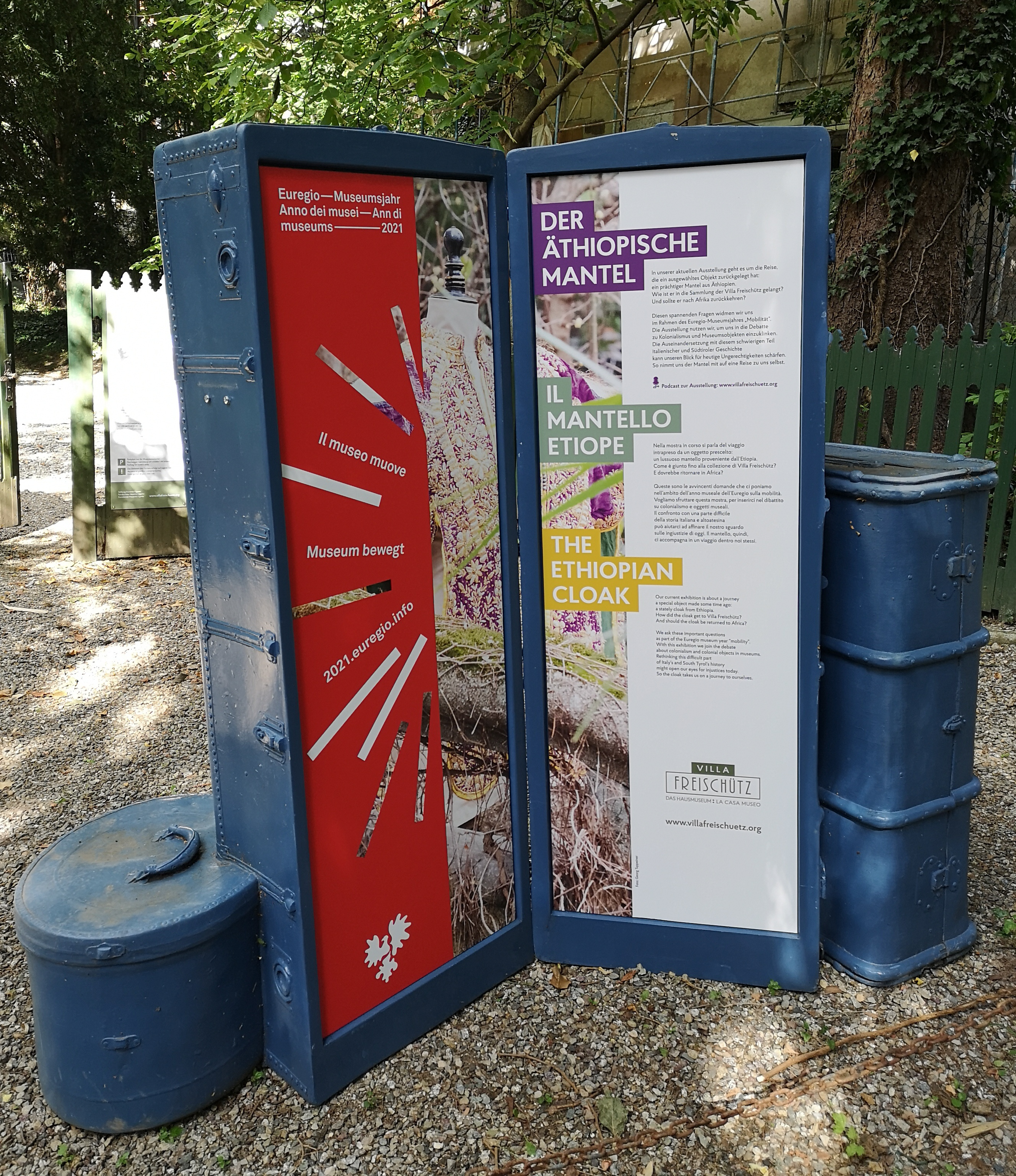
Ausstellungshinweis vor der Villa Freischütz (2021)

Im ersten Obergeschoss, der Beletage, werden das Arbeitszimmer Franz Fromms und zwei Salons der Villa gezeigt. Im zweiten Obergeschoss findet sich die nahezu unveränderte Wohnung von Rosamaria Navarini. Kuratiert wurde die Dauerausstellung von Ariane Karbe. Eingebettet in den Rundgang finden sich fallweise Sonderausstellungen zu Themen, die aus den reichhaltigen Materialien des Hauses geschöpft werden.
Franz Fromm sammelte mehr als 1000 Objekte, darunter Kabinettschränke des 16. und 17. Jahrhunderts, von denen viele in der Villa ausgestellt sind. Er verfügte über eine große Kunstgewerbe-Sammlung und kaufte auch zeitgenössische Kunstwerke. Im Bestand finden sich unter anderem Werke von Ellen Tornquist, Eduard Euler und Georg Greve-Lindau, der mit Fromms Tochter Zoila verheiratet war. Der zur Dauerausstellung erstellte Audioguide führt aus Zoilas Perspektive durch die Räumlichkeiten und die Geschichte der Hausbewohner und ihrer Objekte. Von den älteren Beständen ist eine katalanisch-romanische Sitzmadonna aus dem frühen 13. Jahrhundert hervorzuheben.
Ein Teil dieser Sammlerstücke sind Bestandteile des Museums und auch Teil der Familiengeschichte. Die Familie wohnte inmitten der Objekte, diese waren omnipräsent und illustrieren das „Interieur spätbürgerlicher Lebenswelt“. „Die Villa Freischütz ist kein typisches Museum. Hier erfolgt Welterklärung nicht durch Ordnung kraft Klassifizierung, sondern durch das von Assoziationen begleitete Betrachten eines Mikrokosmos – ganz wie in einer klassischen Wunderkammer.“
2021 stellte das Haus einen wahrscheinlich in der Kolonialzeit geraubten äthiopischen Mantel aus, um sich als erstes Museum in Südtirol postkolonialen Fragestellungen und dem Thema der Restitution von Beutekunst zuzuwenden. Es thematisierte die rassistisch-koloniale Verstrickung des früheren Inhabers Enea Navarini (1885–1977), der im Abessinienkrieg als italienischer General im Einsatz war und wohl den Mantel in die Sammlungen der Villa eingebracht hatte. Der im Rahmen der Ausstellung von den beiden Kuratoren erstellte Podcast errang 2021 den ersten Preis der Podcast-Kategorie des deutschen DigAMus Award.
Ende 2023 wurde das Museum für die Endrunde des European Museum of the Year Award 2024 nominiert.

## Sonderausstellungen
- Augen auf! Die Villa Freischütz und ihre Kunstschaffenden – die Künstlerin Ellen Tornquist (1871–1944), kuratiert von Ariane Karbe, Frühjahr 2021[17]
- Der Äthiopische Mantel – The Ethiopian Cloak – Il mantello etiope, kuratiert von Ariane Karbe und Hannes Obermair, 2021–2022[18][19][20]
- Georg Greve-Lindau, kuratiert von Timothy Koella, 2023–2024